# Grémecey
Grémecey là một xã trong vùng Grand Est, thuộc tỉnh Moselle, quận Château-Salins, tổng Château-Salins. Tọa độ địa lý của xã là 48° 48' vĩ độ bắc, 06° 24' kinh độ đông. Grémecey nằm trên độ cao trung bình là 220 mét trên mực nước biển, có điểm thấp nhất là 205 mét và điểm cao nhất là 313 mét. Xã có diện tích 9,04 km², dân số vào thời điểm 1999 là 111 người; mật độ dân số là 12 người/km². Xã nằm về phía đông nam của Metz.

## Thông tin nhân khẩu
| 1962 | 1968 | 1975 | 1982 | 1990 | 1999 |
| ---- | ---- | ---- | ---- | ---- | ---- |
| 108  | 109  | 88   | 95   | 117  | 111  |